# Sierra Cristal

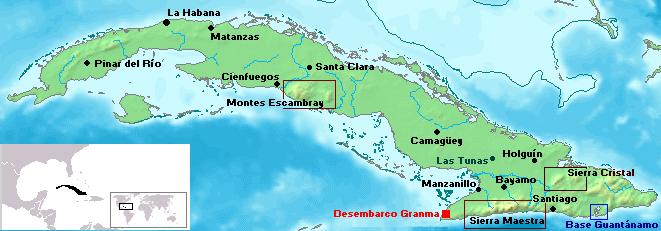
Lage der Sierra Cristal auf der Karte Kubas

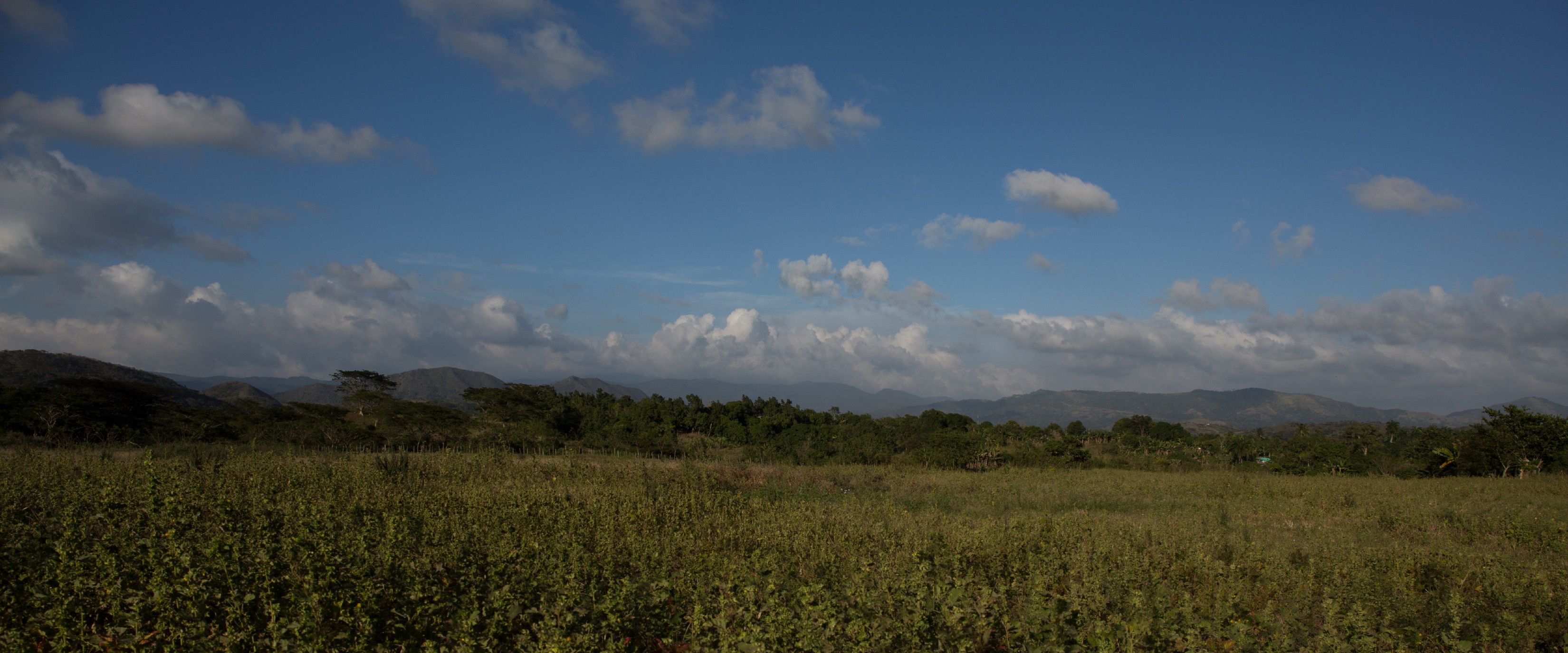
Sierra de Cristal

Die Sierra Cristal ist eine Gebirgsregion im Osten Kubas. Nach der Sierra Maestra ist sie die zweithöchste des Landes. Sie erstreckt sich über den Süden der Provinz Holguín und den Norden der Provinz Santiago de Cuba und umfasst die Municipios Mayarí, Sagua de Tánamo, Frank País und Segundo Frente. Die höchste Erhebung ist der Pico Cristal mit 1214 Metern.
Die Sierra Cristal ist gekennzeichnet durch mit Kiefern bewachsenen Hängen und tiefen, von Flüssen geschaffenen Schluchten. Hier eröffnete Raúl Castro als Comandante ab März 1958 während der Kubanischen Revolution nach der Sierra Maestra ein zweites Kampfgebiet, welches als Zweite Front (Spanisch: Segundo Frente) in die Geschichte einging und von wo aus sich die Revolution rasch im gesamten Land ausbreitete.
Auf dem Gebiet der Sierra Cristal befindet sich der älteste Nationalpark Kubas. Bereits im Jahr 1930 wurde das Gebiet um den Pico Cristal zum Nationalpark erklärt. Hier findet man große Populationen zahlreicher endemischer Arten von Tieren und Pflanzen.